# 學生會

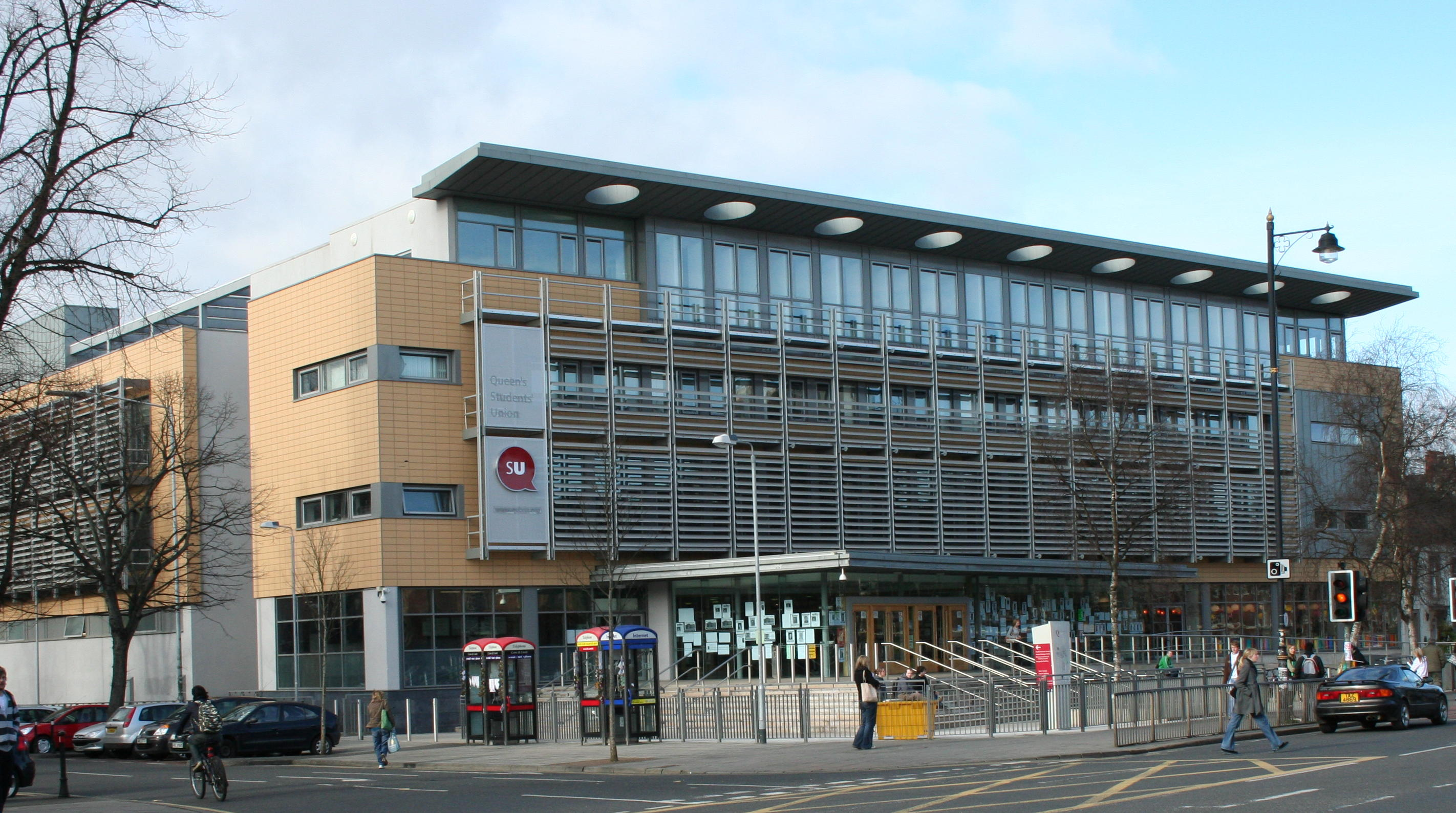
貝爾法斯特女王大學學生會大樓

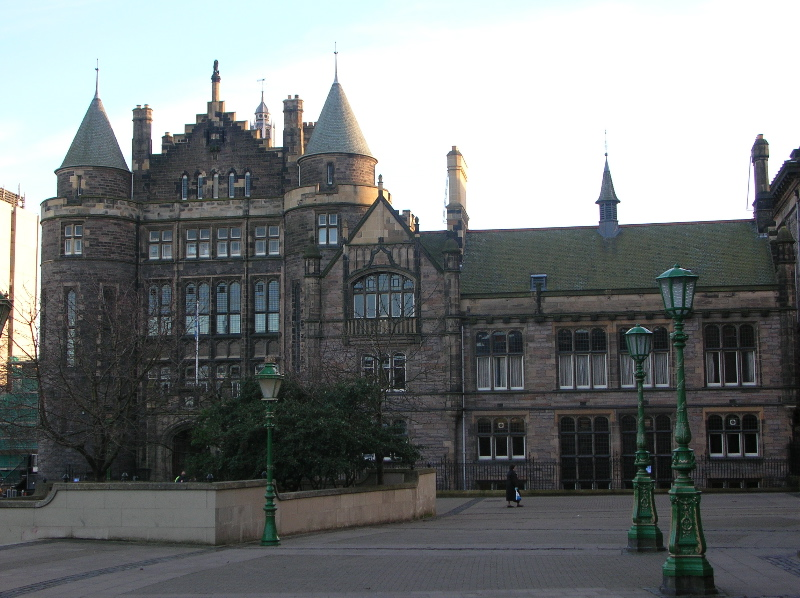
愛丁堡大學學生會大樓

學生會（英語：Student Council/Student Association）是學生自治組織的一種，有其相關的組織章程與其法規。一個學校通常只有一個學生會，有些有日夜間部的學校，則可能有專屬日間部與夜間部的學生會，總之，學生會在實質意義的層級上高於校內所有學生自治組織(例如班會等)，該校若有某個學生自治組織的組織章程（或法規）與學生會的組織章程（或法規）相牴觸，則視同無效。學生會的成員主要由該校學生所組成，其內部架構通常有正副會長（或正副總幹事）、幹部、秘書、公關、設備、學生權益、財務等部門；顧問可能有教師、校長、前任會長、校友、會計師、律師等。

## 組織分類

### 合法組織
此學生會經過校方及全校學生的認可，有屬於該會的組織章程，為全校學生經由民主選舉的方式產生。亦有可能，成員與幹部由校方指派，且某些學校的態度強硬，認為學生會對於校方的決策及發展，有義務要正面表態支持，且學生會對學生所收取的會費及財產的動用都須經由校方同意，但在大學法裡是屬於不可行。因為學生會的所有法律賦予的權利都應是自主且不需官方審核通過。

### 異議性組織
未經校方認可的組織，成員可能是由學生自行民主選舉產生，活動的目標是為其學生的自治的放寬及保障學生福利而抗爭，稱為學生運動，簡稱學運。某些学生运动，例如台湾的野百合學運不符合本項，因為其學運的目的是為爭取學生對國家政治參與的權利及訴求某些政治訴求的完成。

### 學生活動中心
部分大學學生會之前身為學生活動中心，學生幹部為經選舉當選之正副總幹事以及由總幹事任命之執行秘書、各部部長等。學生活動中心下轄各系學會總幹事及各社團社長，在訓導處（今學生事務處）指導下，協助校方舉辦學生自治活動。目前台灣已無大學學生活動中心為名之學生組織。

## 各地發展

### 中国大陆
中國大陸的中、大學一般都設有學生會。大多數學校公開選舉學生會成員和幹部，而其中最高職位一般為學生會主席。学生会实行民主集中制。學生會主席一般会兼任团委副书记、团总支第一副书记职务，以或得团学合一的集中权力；也可能兼任党支部书记、党支部副书记职务，以实现党对学生会的绝对领导。
中國大陸學校的學生會一般負責組織各項活動，參與學校的部分政務工作和建設，有些学校的学生会亦会负责監督在校學生的言行舉止、檢查環境衛生，學生會一般接受學校學生工作相關部門的领导和政治辅导员業務指導。在中国大陆高校常设的学生会部门有：监察部、公共权益部、学术创新部、文化体育部、新媒体部、社团管理部。以下为中国大陆高等学校一般情况下设置的学生组织层级：
| 议事团成员                               | 职务                 | 兼任校团委（分院团总支）职务       | 级别待遇 |
| ---------------------------------------- | -------------------- | ---------------------------------- | -------- |
| 主任、主席、副主任、副主席               | 学生代表大会主任     |                                    | 主席级   |
| 主任、主席、副主任、副主席               | 学生会主席           | 校团委副书记（学院团委第一副书记） | 主席级   |
| 主任、主席、副主任、副主席               | 学生代表大会副主任   |                                    | 副主席级 |
| 主任、主席、副主任、副主席               | 校学生会副主席       | 无                                 | 副主席级 |
| 办公室、部、青年志愿者协会、发展研究中心 | 办公室主任           |                                    | 正部级   |
| 办公室、部、青年志愿者协会、发展研究中心 | 办公室副主任         | 副部级                             |          |
| 办公室、部、青年志愿者协会、发展研究中心 | 部长（中心主任）     | 正部级                             |          |
| 办公室、部、青年志愿者协会、发展研究中心 | 副部长（中心副主任） | 副部级                             |          |
| 办公室、部、青年志愿者协会、发展研究中心 | 会员（干事）         |                                    |          |

### 臺灣

#### 大專院校
因《大學法》第33條第二項規定，臺灣所有大專院校都有學生會及其他相關自治組織，其中各校僅有一個學生會定位為一級學生自治組織，以全校學生為學生會之當然會員，並代表全校行使學生自治權力。《大學法》所定義的學生自治組織並非一般學生社團，《大學法》也規定大學應輔導學生成立由全校學生選舉產生之學生會及其他相關自治組織，《大學法》第33條第三項又規定，「學生為前項學生會當然會員，學生會得向會員收取會費；學校應依學生會請求，代收會費。」學生會亦有要求學校代收學生會會費之權利，使全校學生具公法上金錢給付義務。惟依同法《施行細則》第26條，校方或學生會不得因學生未繳交會費而認定為尚未完成註冊程序。而教育部高等教育司的大專院校改制評鑑亦將學生組織的自治程度列入考量。
學生會如同一個小型的國家組織，學生有權直接或間接的參與學生相關事務的決策，如《大學法》第15條第一項第二款規定：校務會議必須有不得少於十分之一由選舉產生的學生代表出席。近年來，學生、教師及校方三者共同治校的概念興起，學生會組織努力於校內定位以便學生會可以不受到校內單位侷限權限而爲會員們爭取更多的福利努力。
臺灣多數學生會普遍將其機關分設為行政（行政中心、幹事會、內閣）、立法（學生議會、學生代表大會）、司法（學生法院、學生法庭、學生評議委員會）的三權分立架構，或理監事制的行政管理（理事會）、監察（監事會、監察會）與會員（會員代表大會）。而學生會的顧問可能有教授、學務處課外活動指導組長、校長、前任會長及曾為學生會幹部的同學、校友等相關人士。然而在臺灣，學生會的內部成員廣義有會員，學生議員或學生代表及學生會會長、行政團隊幹部及部員，而狹義的定義則不包括會員。
許多學生會之間除了交流之外，亦會在各種行動上進行跨校性的串聯，進而發展成跨校性學生組織。目前全國多所大專院校學生會為臺灣學生聯合會的會員校之一。

#### 高級中等學校
臺灣的高中（普通高中、技術高中、綜合高中）在2015年起依高級中等教育法需成立學生自治組織，通常稱為「學聯會」（學生聯合自治會）。在法律規範以前，大部分的高中職都有成立類似學生會的組織，通常稱為「班聯會」「代聯會」（班級代表聯合會、班級聯合會）、「學聯會」（學生聯合自治會），有時也稱為「代聯會」（班級代表聯席會）或學生自治幹部，但缺乏法源授權，定位不明，組織往往多受到校方直接管轄或把持，而未達成學生自治的目的。
2016年6月時，立法院修正《高級中等教育法》第53條，增加第二項「學生為前項學生會當然會員。」，並於同年10月1日起施行，代表著高中學生全部都成為學生會當然會員，高中學生會也成為學校唯一的全校性學生自治組織。
2018年8月30日，教育部訂定《高級中等學校輔導學生會及其他相關自治組織運作注意事項》，明定學生會或其他相關組織必須明定組織章程，並且要求正副會長（主席或其他相關負責人名稱）應由選舉（直接、間接）產生。更明定學校應於必要範圍內，補助學生會基本行政庶務支出及其他相關經費。

#### 國中、國小
臺灣的國中及國小為了讓學生瞭解民主法治、訓練自我管理能力，由學生事務處（訓導處）舉辦學生自治市（鄉、鎮）長選舉。當選的小市（鄉、鎮）長，可任命各局處首長，在校方指導下，舉辦各項活動。但實務操作上比較偏向學生才藝競賽的選拔。

### 香港
香港的中學及大專一般都會設立學生會；至於香港有些小學也設有學生會，唯不如中學及大專般普遍。不少中學和大專的學生會都會與其他中學或大專組成聯盟，如香港中學生聯盟、香港聯校學生會聯盟和香港專上學生聯會。

### 新加坡
新加坡国立大学设有学生会。1949年成立的马来亚大学学生会在1980年新加坡大学与南洋大学合并成立国大后，更名为新加坡国立大学学生会。著名学生会会长包括东南亚华人历史学者王赓武教授。

### 美国
美国的高中多设置以年级为单位的学生会，一般设有会长（president），副会长（vice-president），财务（treasurer）和书记（secretary），美宣+公關（historian) 五个职务，由年级学生选举产生。美国的大学学生会结构各异，每个大学都有各自的学生会架构。一般而言，美国大学的学生会都由民选学生代表组成，然后再在学生代表中选出学生会干部。一般而言，美国大学的学生会都不受到学校控制，且可以请校方代收学生会费。

### 日本
在日本，学生会被称为学生自治会，意为学生自治组织，或生徒會，意為學生會。

### 腳註
1. ↑  .   [2010-05-01]. （原始内容存档于2015-05-02）.
2. ↑  . ndltd.ncl.edu.tw.   [2022-11-25]. （原始内容存档于2022-11-25）.
3. ↑  吳尚軒. . 風傳媒. 2019年4月1日  [2019年8月2日]. （原始内容存档于2020年4月13日）.
4. ↑  .   [2010-05-11]. （原始内容存档于2014-10-29）.
5. ↑  桃園縣各國民中小學自治市實施要點。
6. ↑  香港大學學生會. .   [2020-10-05]. （原始内容存档于2019-11-11）.
7. ↑  馬鞍山靈糧小學. .   [2020-10-05]. （原始内容存档于2020-01-09）.
8. ↑  將軍澳循道衛理小學. .   [2020-10-05]. （原始内容存档于2020-02-07）.
9. ↑  番禺會所華仁小學. .   [2020-10-05]. （原始内容存档于2020-01-17）.
10. ↑  杨烨. . 联合早报. 2024-08-05  [2025-06-17]. （原始内容存档于2024-12-19） （中文）.

### 內部連結
- 學生運動